# Convenção matemática
Uma convenção matemática é um acordo que matemáticos fazem uns aos outros para permitir que a disciplina avance. Muitas coisas na matemática são convenções: os símbolos que se usa({\displaystyle +,-,\forall ,\nexists ,=}), os números, as palavras para se referir às coisas matemáticas. Mas, quando um matemático diz que determinada coisa é uma convenção, ele está dizendo que não há um motivo para que algo seja daquilo além do fato dos matemáticos terem acordado que seria assim. Normalmente, conveções são feitas para tornar as coisas mais fáceis, ou, no jargão matemático, mais convenientes. 

## Exemplos
- {\displaystyle 0!=1} [1]Motivada para a generalização de muitas fórmulas que, caso contrário, teriam que ser definidas com ressalva sempre que o fatorial fosse de 0. A principal aplicação desta conveniência é no binômio de Newton.
- {\displaystyle {\sqrt {4}}=2} Toda raiz de ordem par de um número positivo será o número positivo que elevado ao índice resulta no radicando. Isto é, {\displaystyle {\sqrt {4}}\neq -2}, ainda que {\displaystyle (-2)^{2}=4}. É claro, isso não vale apenas para {\displaystyle {\sqrt {4}}}, mas para toda raiz de ordem par de um número real positivo.
- {\displaystyle 0\in \mathbb {N} } ou {\displaystyle 0\not \in \mathbb {N} }.[2] A presença do zero nos naturais varia de autor para autor e de área para área da Matemática. Muitas vezes vale a pena desconsiderá-lo pois, do contrário, teríamos que ficar excluindo ele de toda definição. A inversa também vale.